# Dongjak-gu
Dongjak-gu (동작구) ist einer der 25 Stadtteile Seouls und liegt am Südufer des Hangang. Die Einwohnerzahl beträgt 408.912 (Stand: 2019).

## Bezirke

Dongjak-gu besteht aus fünfzehn Dongs:
- Daebang-dong
- Heukseok-dong
- Noryangjin-dong 1, 2
- Sadang-dong 1, 2, 3, 4, 5
- Sangdo-dong 1, 2, 3, 4
- Sindaebang-dong 1, 2

## Unternehmen
- Nongshim (ehemals Lotte Food Industrial Company)
- Honam Petrochemical
- Yuhan (Pharmazeutische Industrie)

## Hochschulen
- Universität Chongshin
- Universität Soongsil
- Zentraluniversität (Chung-Ang University)

## Sehenswürdigkeiten
- Nationalfriedhof Seoul mit Gräbern von Kriegsveteranen
- Noryangjin-Fischmarkt
- Boramae-Park

## Galerie

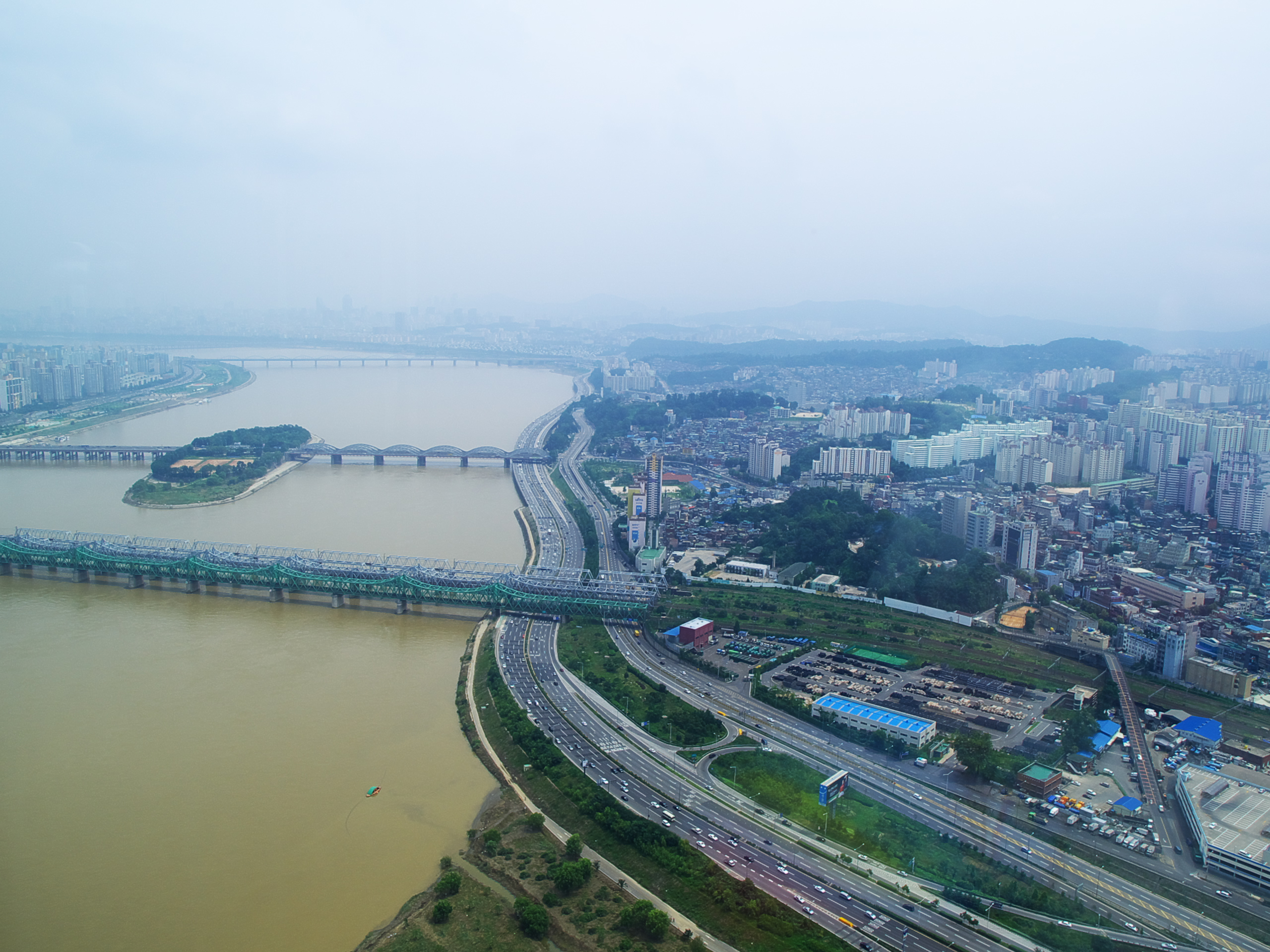
Hangang und Dongjak-gu
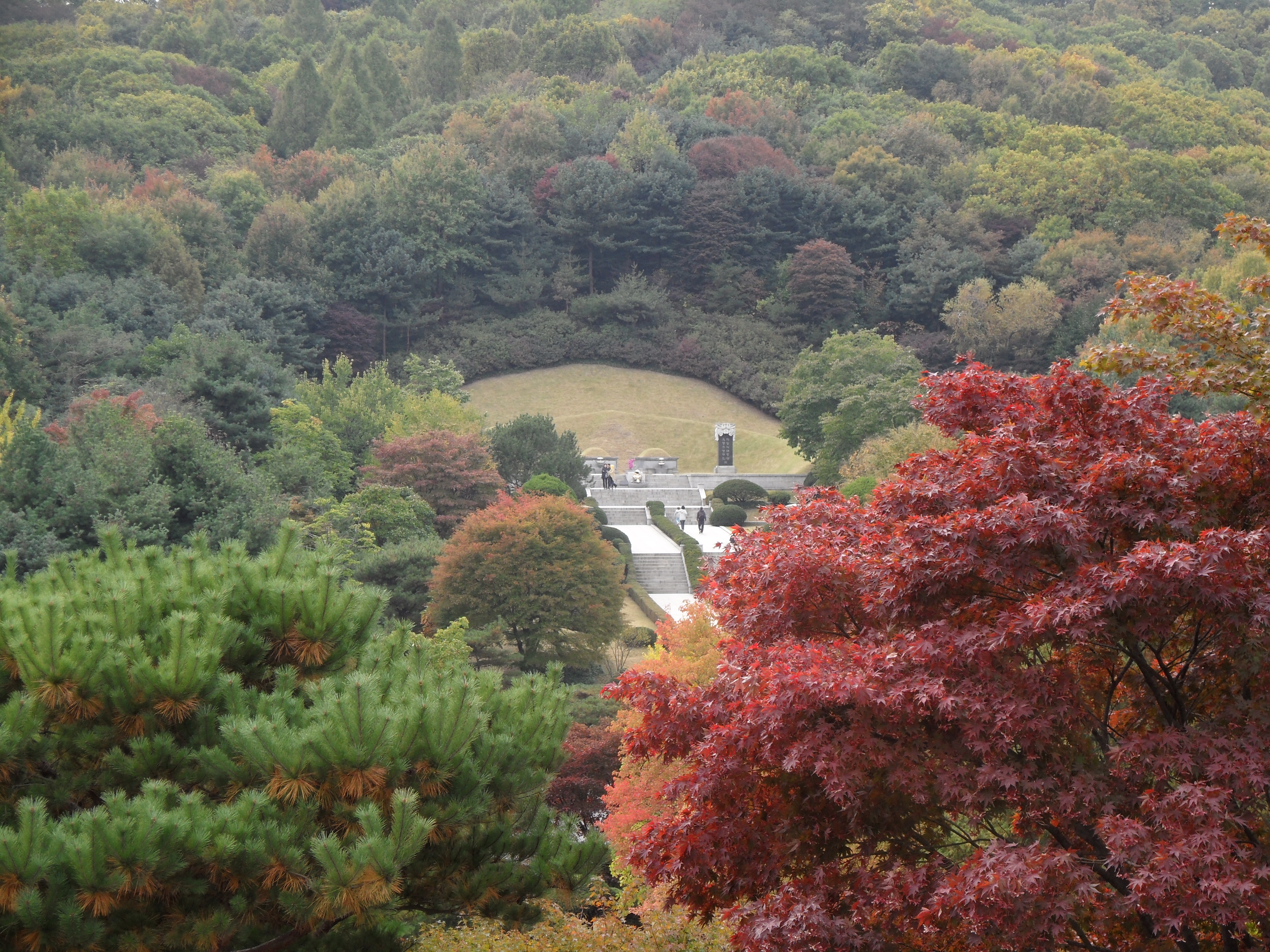
Grab von Park Chung-hee und Yuk Young-soo
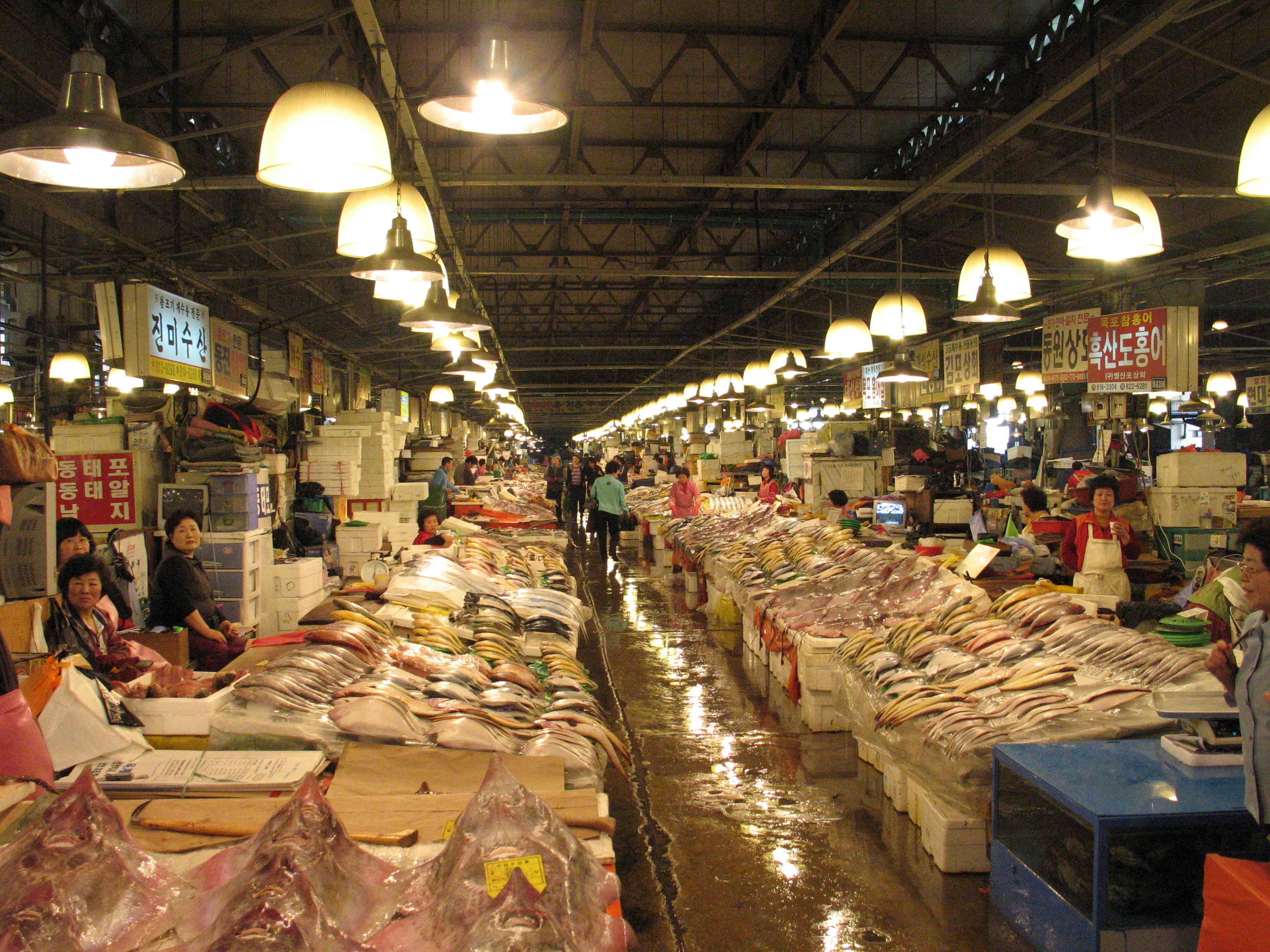
Noryangjin-Fischmarkt
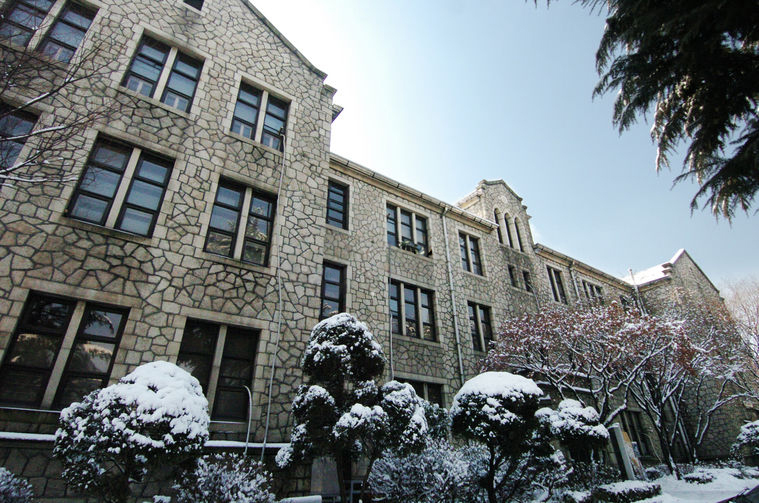
Young-shin-Halle (ehemaliges Hauptgebäude der Zentraluniversität)